# Региональные выборы в Калабрии (1970)
Региональные выборы 1970 года в Калабрии — 1-е выборы Совета и президента Калабрии, проведённые 7-8 июня. На выборах победу одержала ХДП («Христианско-демократическая партия»), набравшая более 370 тысяч голосов.

## Явка избирателей
На выборах количество избирателей составило около 950 тысяч человек. Явка составила 81,87%.

## Результаты выборов
| Партии                                                     | %     | Голоса    | Места |
| ---------------------------------------------------------- | ----- | --------- | ----- |
| Христианско-демократическая партия                         | 39,73 | 374 215   | 17    |
| Итальянская коммунистическая партия                        | 23,24 | 218 845   | 10    |
| Итальянская социалистическая партия                        | 14,11 | 132 898   | 6     |
| Итальянское социальное движение                            | 6,33  | 59 607    | 2     |
| Итальянская демократическая социалистическая партия        | 5,11  | 48 153    | 2     |
| Итальянская республиканская партия                         | 4,12  | 38 812    | 1     |
| Итальянская социалистическая партия пролетарского единства | 3,97  | 37 381    | 1     |
| Итальянская либеральная партия                             | 2,68  | 25 197    | 0     |
| Итальянская коммунистическая партия                        | 0,29  | 2 696     | 0     |
| Прочие партии                                              | 0,43  | 4 067     | 0     |
| Итого                                                      | 100   | 1 185 419 | 40    |